# Biofotolisi
La biofotolisi è un passaggio fondamentale della fotosintesi clorofilliana la quale prevede che la scissione della molecola di acqua avvenga grazie all'utilizzo di energia luminosa attraverso, ovviamente, un processo biologico.
Non tutti gli organismi in grado di attuare la fotosintesi sono in grado di scindere la molecola dell'acqua, essendo questa una proprietà di una particolare struttura degli organismi fotosintetici (il fotosistema due) non sviluppatasi in organismi più primitivi (i quali posseggono solo un fotosistema, il primo). Ad ogni modo, dalle microalghe alle piante superiori, un numeroso e vario gruppo di individui sono in grado di attuare questo processo che è alla base della natura stessa. Infatti, la biofotolisi risulta essere un processo essenziale in quanto utilizza le due principali risorse energetiche del pianeta terra: l'acqua e la luce solare.
La molecola dell'acqua viene scissa in elettroni, protoni ed ossigeno. L'ossigeno è liberato nella cellula (e poi consumato tramite respirazione o liberato nell'ambiente esterno all'organismo), mentre protoni ed elettroni vengono direttamente usati all'interno dei processi metabolici dell'organismo.
La radiazione luminosa serve ad avere energia per scindere la molecola dell'acqua ed eccitare gli elettroni a livelli energetici superiori. Questo squilibrio energetico farà sì che essi entrino in una catena di trasporto (detta appunto catena di trasporto elettronica) funzionale, in ultima analisi, alla produzione di energia in una forma facilmente utilizzabile dalla pianta (vedi anche fotosintesi).
Lo studio della fotosintesi e, nello specifico, della biofotolisi è uno dei più affascinanti ed ancora incompresi campi della ricerca che alimenta giustificate speranze di utilizzare questo processo a scopi industriali per la generazione di energia o per ottimizzare il processo in organismi geneticamente modificati (OGM) adattabili ai diversi bisogni commerciali.